# Cathédrale Saint-Joseph de Wuhu
Cette  cathédrale n’est pas la seule cathédrale Saint-Joseph.
La cathédrale Saint-Joseph de Wuhu (芜湖圣若瑟主教座堂) est un édifice religieux catholique de la ville de Wuhu, dans la province de l'Anhui en Chine. Construit en 1889 par des Jésuites français il est encore aujourd'hui un des plus importants édifices religieux catholiques de la province.

## Histoire
La cathédrale doit sa construction à des jésuites français, notamment Joseph Seckinger, venu s'installer à Wuhu en 1883.
En 1889, l'église est achevée malgré l'opposition des nationalistes chinois qui avaient demandé en mai 1888 l'arrêt des travaux et qui avaient organisé des manifestations hostiles. Outre la cathédrale, un hôpital et une école ont été construits. Ces établissements faisaient partie d'un complexe missionnaire au service d'orphelins ainsi que de malades sans ressources.
En 1891, la Gelaohui (哥老会), aussi connue sous le nom de « la société des frères ainés », mène l'opposition. Il s'agit d'une organisation secrète xénophobe qui souhaitait le départ des Européens et la fin de leurs intrusions dans la vie politique chinoise. Accusant le prêtre et deux religieuses catholiques d'avoir enlevé des enfants une foule incendie la cathédrale, l'hôpital et l'école. La protestation initiale tourne rapidement à la révolte, le consulat anglais de Wuhu étant aussi attaqué. Le gouvernement des Qing (Tsing) interviendra pour reprendre le contrôle de la ville et éliminer les meneurs.
La cathédrale est reconstruite en 1895 notamment grâce à des compensations financières versées par les autorités chinoises.
En 1966, sous la Révolution culturelle, la cathédrale est gravement endommagée. Elle est restaurée en 1983.

## Histoire récente
Depuis 2006 et l'imposition par le gouvernement chinois d'un évêque non reconnu par le Saint-Siège, le siège du diocèse de Wuhu est juridiquement vacant.
Il y a des messes quotidiennes (6 h 30 en semaine, et 8 h le dimanche).